# Gomphandra comosa
Gomphandra comosa es una especie de planta perteneciente a la familia Stemonuraceae. Es una especie endémica de las Islas Andamán y Nicobar. Se encuentra amenazada por la pérdida de su hábitat.

## Descripción
Tiene hojas finas coriáceas (rígido y resistente como el cuero, pero flexible), de forma oblonga o elíptico-oblonga, con una terminación un poco acuminada, más estrechas en la base. Tiene unos 6 a 8 pares de nervios principales, subascendente y débiles. Tienen una longitud de 8,89 a 15,24 centímetros y un ancho de 3,81 a 5,08 centímetros, con un peciolo de 0,89 a 1,52 centímetros.
Tiene inflorescencias cimosas sobre unos pedicelo delgado, tan largos como los peciolos, umbeladas. Pueden tener de 3 a 5 cimas, cada una con dos o tres flores. Las flores son sésiles de 0,5 centímetros de largo, de forma obovada-elíptica. El cáliz es poco profundo, con un borde ondulado y oscurecido con un borde dentado de 4 o 5 incisiones. Tiene 4 pétalos, cuatro o cinco veces más grandes que el cáliz, de forma considerablemente oblonga, redondeadas en un ángulo amplio.
Tiene un fruto elipsoide sin ornamentación exterior, epicarpio delgado y endocarpio carilaginoso, unicelular y con una sola semilla.